# کراسنودوبروفسکی (شهرستان زاویالوفسکی، سرزمین آلتای)
کراسنودوبروفسکی (به لاتین: Krasnodubrovsky) یک منطقهٔ مسکونی در روسیه است که در Zavyalovsky واقع شده‌است.